# St. Jakobus der Ältere (Feldkirchen)

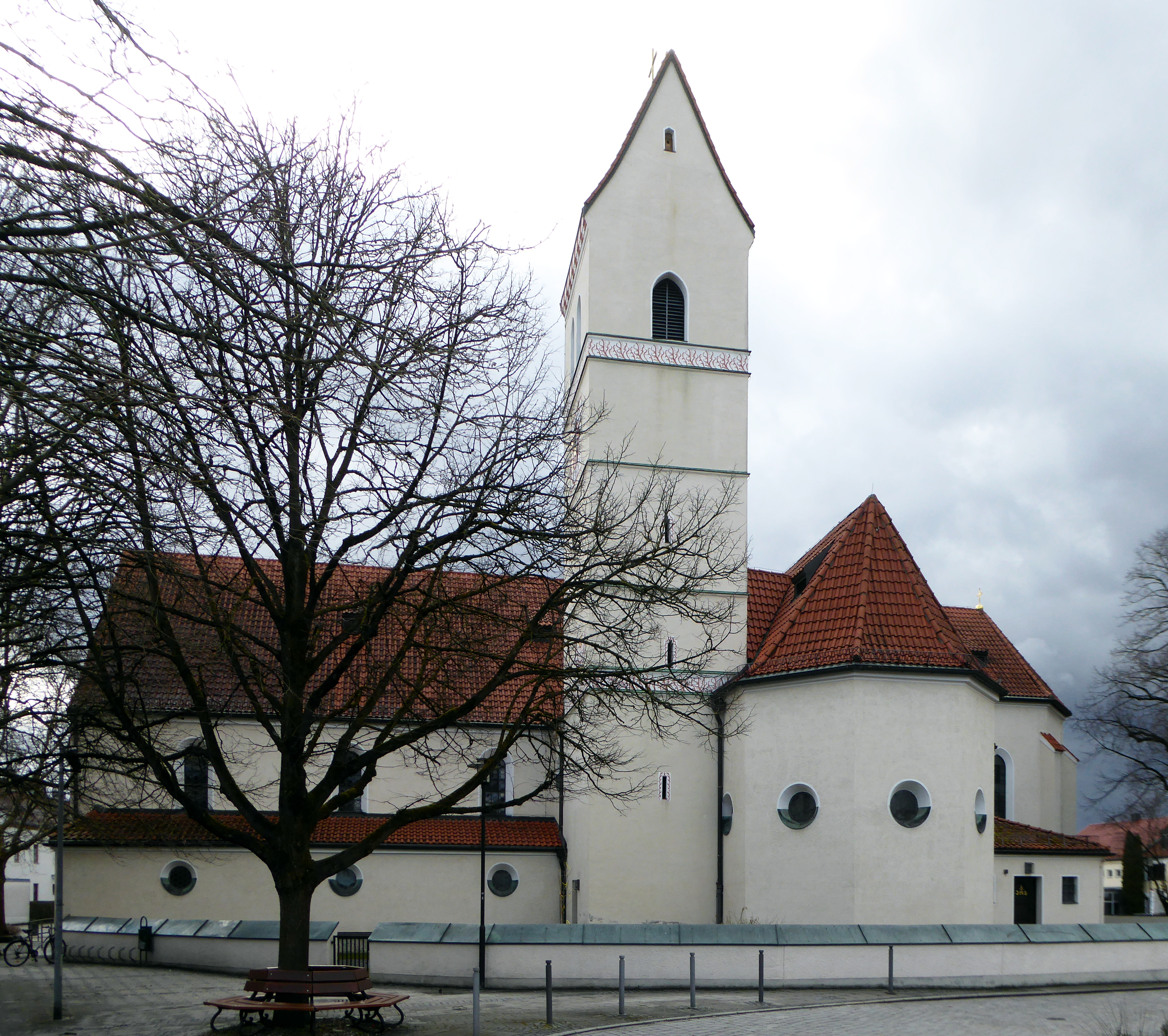
St. Jakobus, Ostseite an der Kirchenstraße

St. Jakobus der Ältere  ist ein Kirchengebäude der römisch-katholischen Kirche in Feldkirchen, einer oberbayerischen Gemeinde im Landkreis München. Die Kirche ist dem Apostel Jakobus dem Älteren geweiht. Das Bauwerk ist als Baudenkmal in die Bayerische Denkmalliste eingetragen.

## Lage

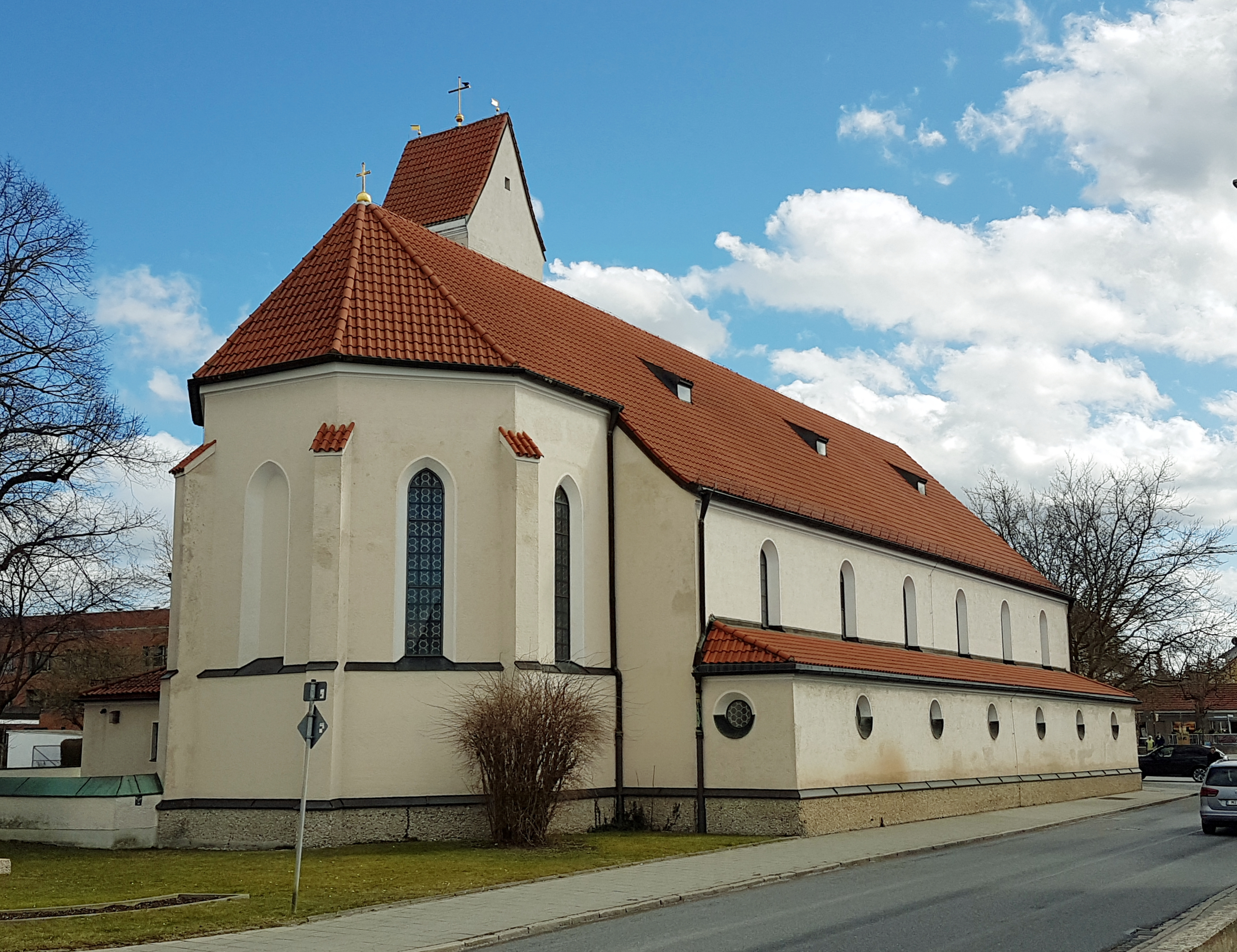
St. Jakobus, Westseite an der Aschheimer Straße

Die Kirche liegt im Ortskern von Feldkirchen zwischen der Kirchenstraße und der Aschheimer Straße (B 471), etwa 100 Meter nördlich deren Kreuzung mit der Münchner Straße (M 18). Das Langhaus erstreckt sich etwa in Nord-Süd-Richtung mit dem Chor im Norden. Nördlich der Kirche liegt zwischen den beiden Straßen eine Grünanlage, in der ein ebenfalls denkmalgeschütztes Kriegerdenkmal steht.

## Geschichte
An der Stelle der heutigen Kirche stand ein früher die Kirche St. Michael, ein spätgotischer, nach Osten ausgerichteter Bau, der um 1720 barockisiert wurde. Trotz mehrerer Umbauten im 19. Jahrhundert reichte der Platz darin zu Beginn des 20. Jahrhunderts wegen der steigenden Einwohnerzahl Feldkirchens nicht mehr aus, so dass bereits 1910 Pläne für einen Neubau gefasst wurden. Aber erst 1927 errichteten die Architekten Wilhelm Flaschenträger und Georg Berlinger das neue Gebäude, wobei sie den Chor und den Glockenturm der alten Kirche in den Neubau einbezogen. Kardinal Michael von Faulhaber weihte die Kirche zu Ehren des Apostels Jakobus des Älteren.

## Architektur

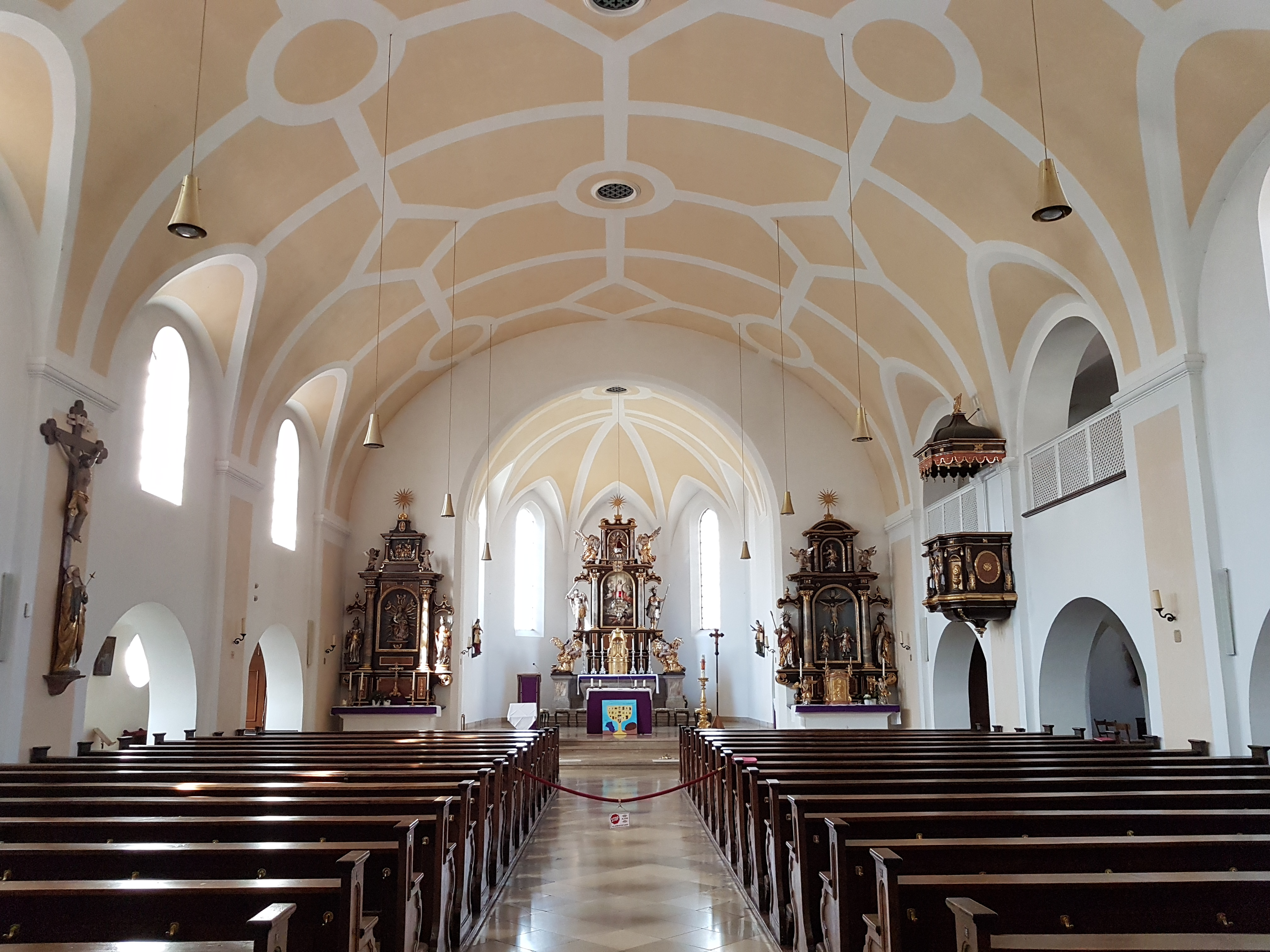
Innenraum, nach Norden gesehen

Das Langhaus ist 38,8 Meter lang und 18,15 Meter breit und trägt ein Satteldach. Das breite, tonnengewölbte Mittelschiff ist über breite Bögen zu den niedrigen Seitenschiffen hin geöffnet. Das Mittelschiff hat Rundbogenfenster, die Seitenschiffe Rundfenster. Der eingezogene Chor hat spitzbogige Stichkappen und einen Fünfachtelschluss. Die Kanten des Chorabschlusses sind außen mit Strebepfeilern versehen.
Der ehemalige Chor der alten Michaelskirche springt von dem Langhaus aus nach Osten vor. in dem Winkel zwischen dem Langhaus und dem alten Chor steht der Glockenturm. Er hat einen viereckigen Grundriss und trägt ein Satteldach.

## Ausstattung
Die Altäre stammen aus dem 3. Viertel des 17. Jahrhunderts. Der im Chorscheitel stehende Hochaltar erstreckt sich bis zum Gewölbeansatz. Hinter dem Altartisch steht ein zweigeschossiger Tabernakel, auf Pfosten seitlich des Altartischs knien zwei Anbetungsengel. Das halbrunde Altarbild über dem Tabernakel zeigt die Auferstehung Jesu Christi. Es wird flankiert von zwei schlanken Säulen und Statuen des alten und des neuen Kirchenpatrons, des Erzengels Michael und des Apostels Jakobus der Ältere. Über dem Altarbild schwebt der heilige Geist in Gestalt einer Taube. Der Altarauszug zeigt eine Figur Gottvaters, flankiert von zwei schlanken Säulen und zwei Engeln. 
Der linke Seitenaltar ist ein Marienaltar mit einer Figur der Maria mit dem Jesuskind, umgeben von einem Strahlenkranz. Sie ist flankiert von zwei Säulen und Stauen der Heiligen Barbara und Katharina. Der Auszug zeigt die Krönung Mariens, flankiert von zwei Putti. 
Der rechte Seitenaltar ist ein Kreuzaltar mit einer Kreuzigungsgruppe, flankiert von zwei Säulen und Stauen der Heiligen Joachim und Zacharias. Der Auszug zeigt Maria als  Immaculata, flankiert von zwei Putti. 
Zur weiteren Ausstattung der Kirche gehören unter anderem ein Kruzifix mit Schmerzhafter Mutter an der linken Längswand und eine barocke, ebenfalls aus dem 3. Viertel des 17. Jahrhunderts stammende Kanzel an der rechten Längswand.

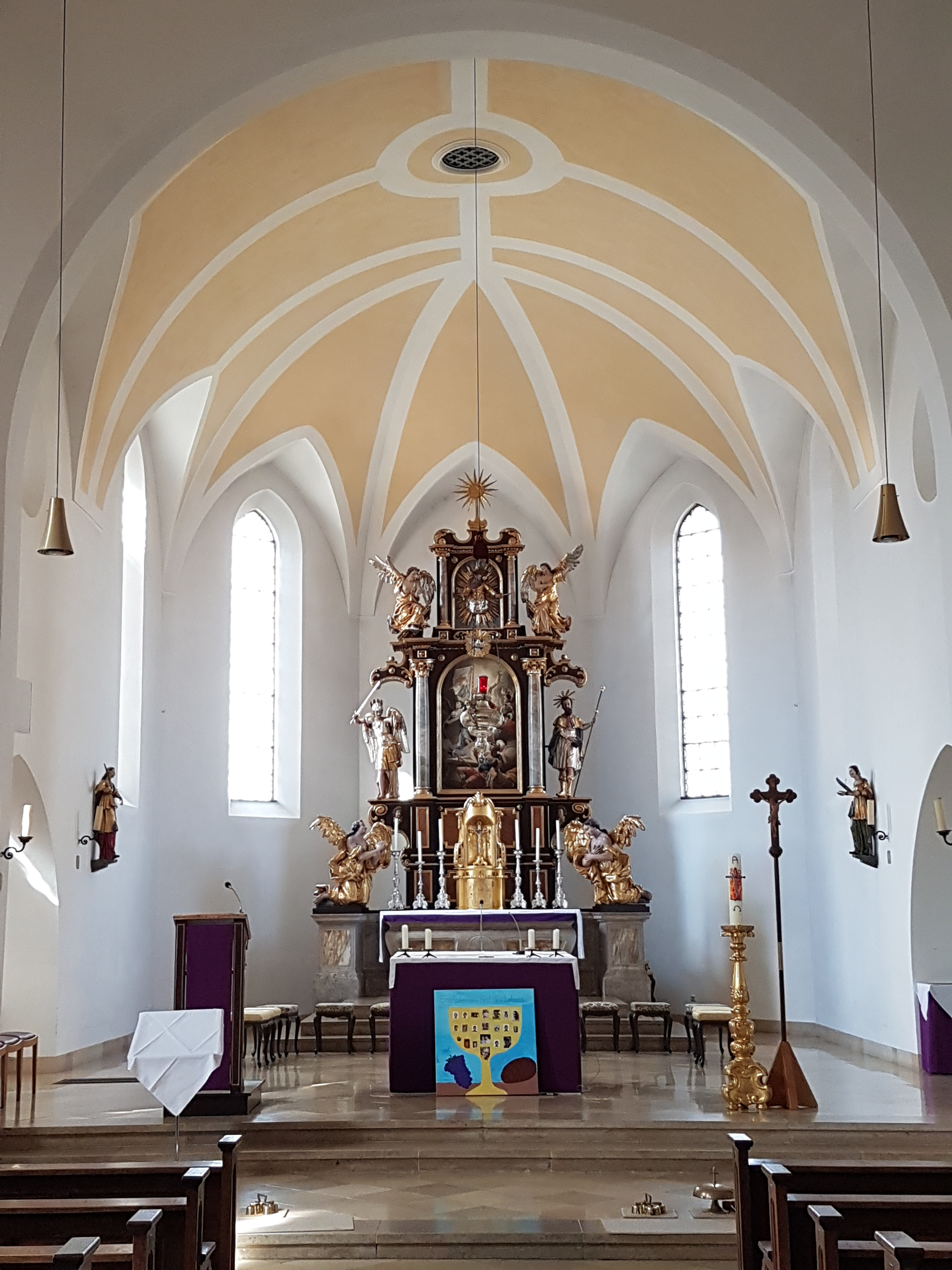
Chor mit Hochaltar
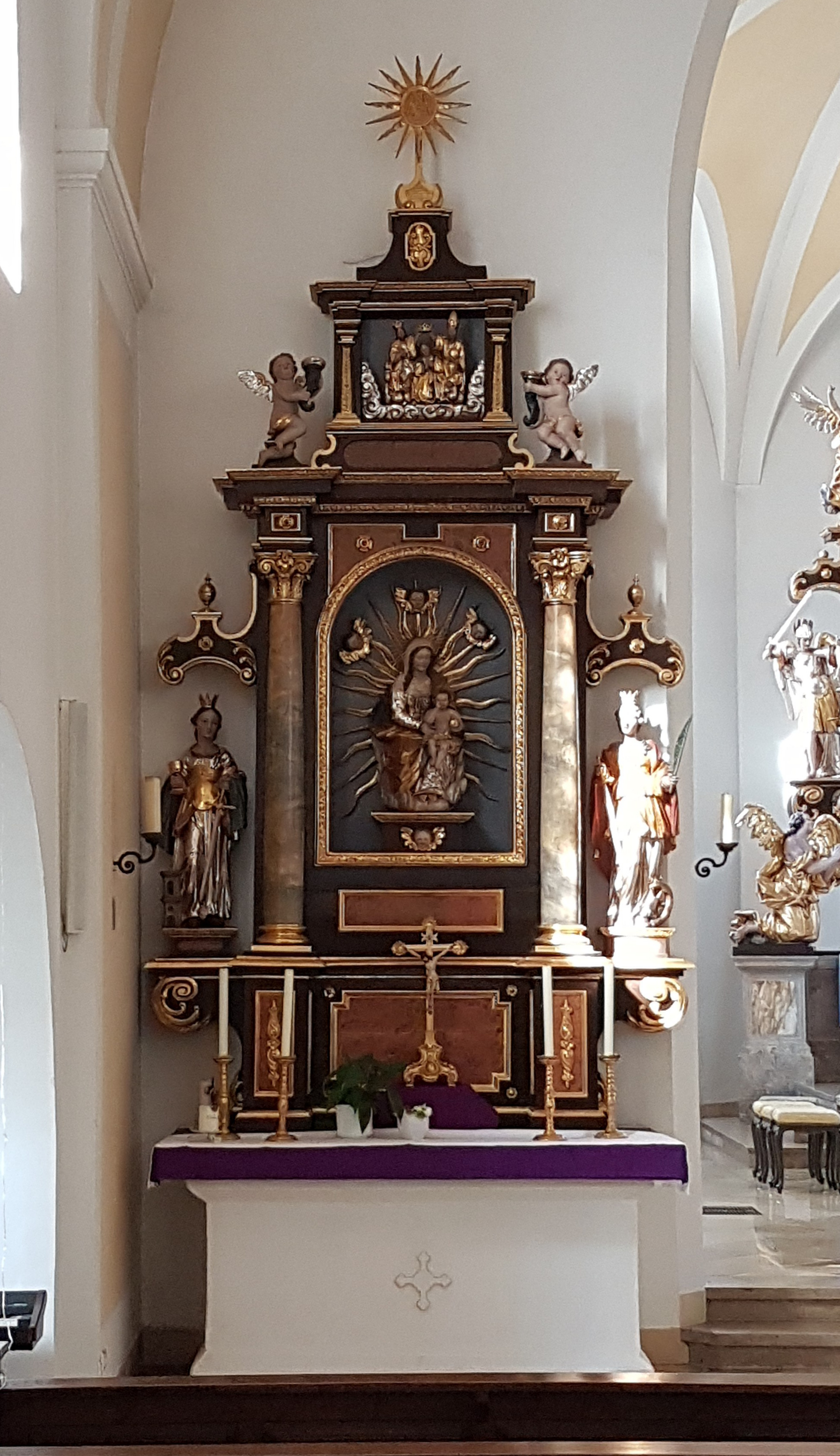
Marienaltar
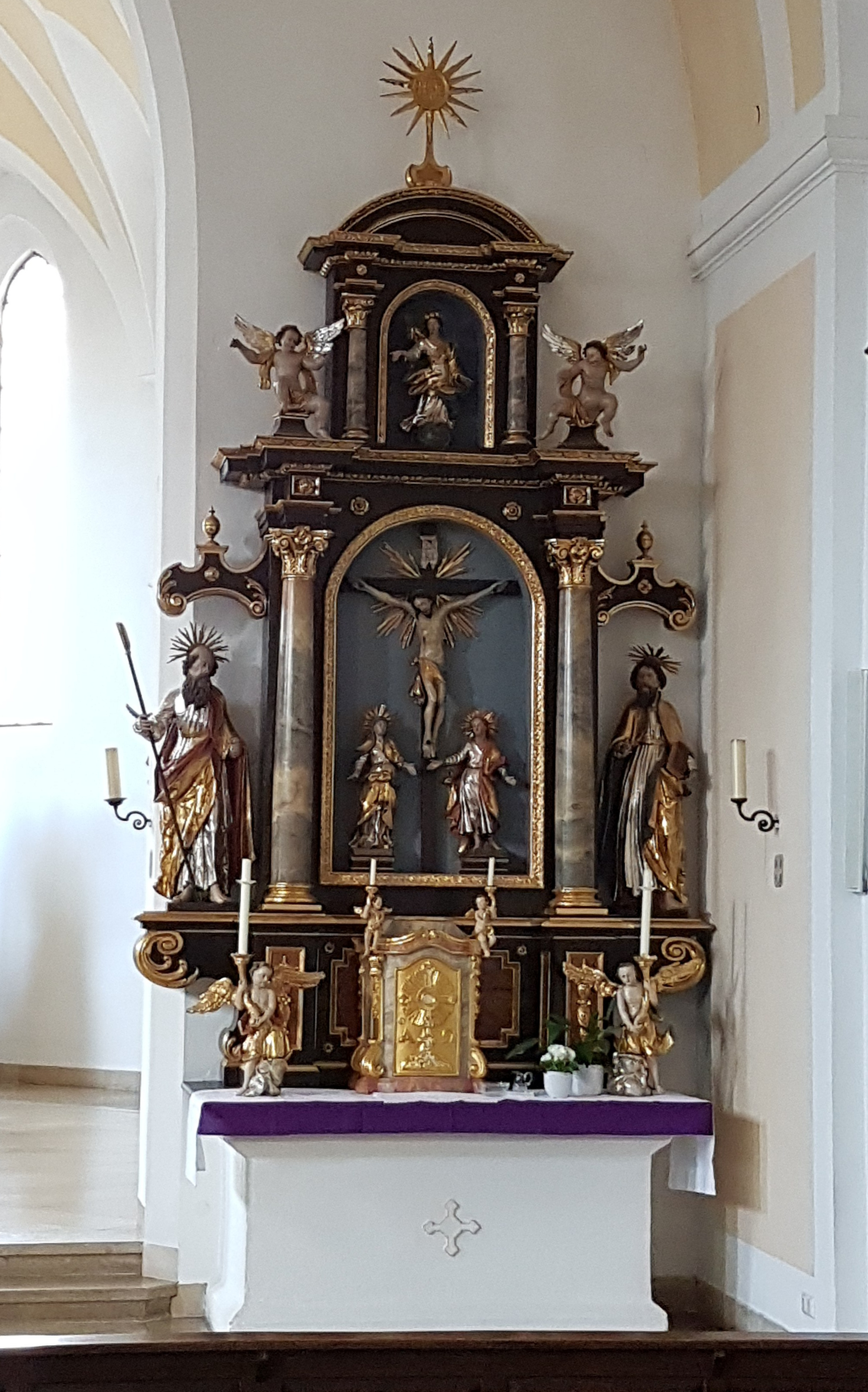
Kreuzaltar
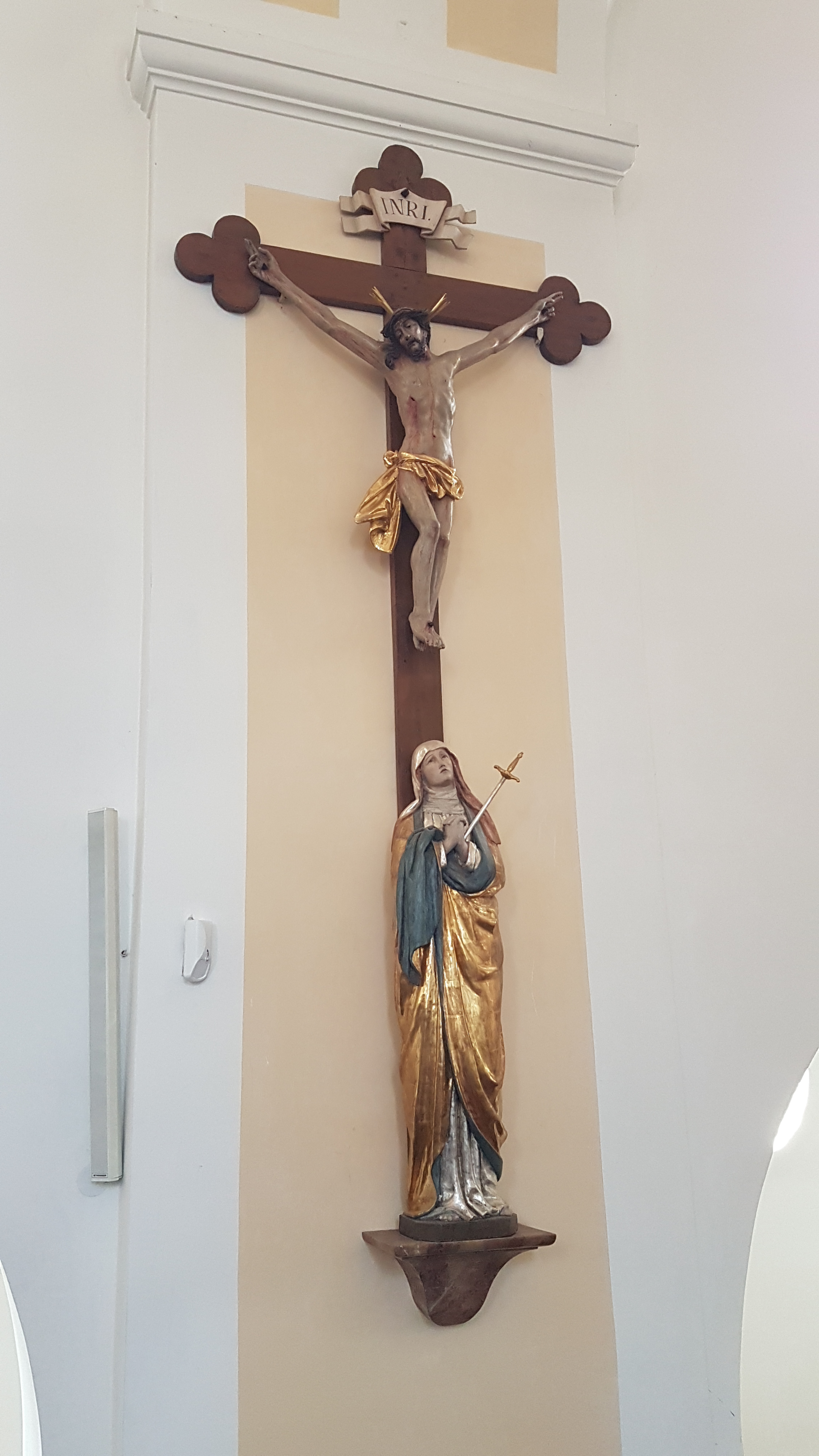
Kruzifix
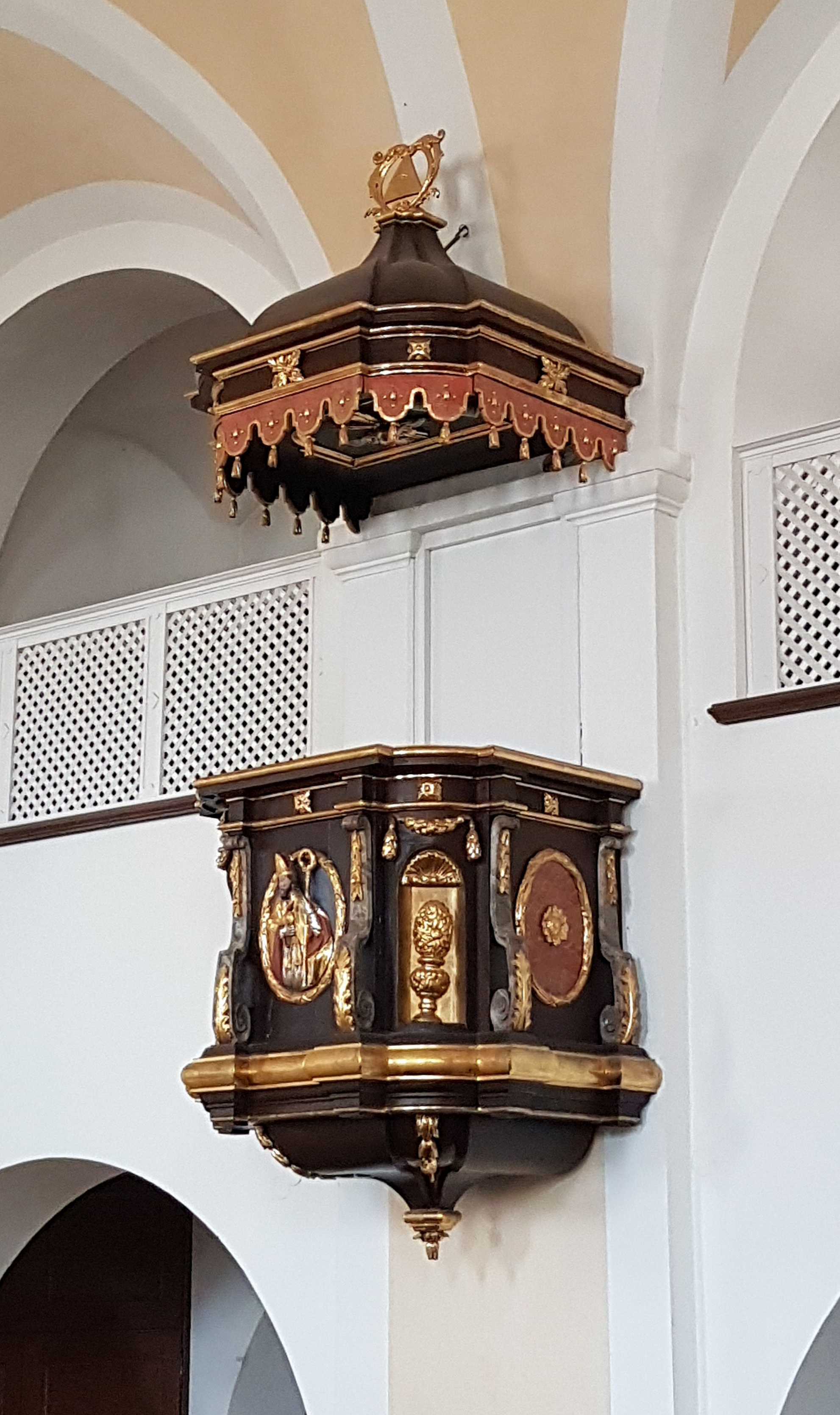
Kanzel

## Michaelskapelle

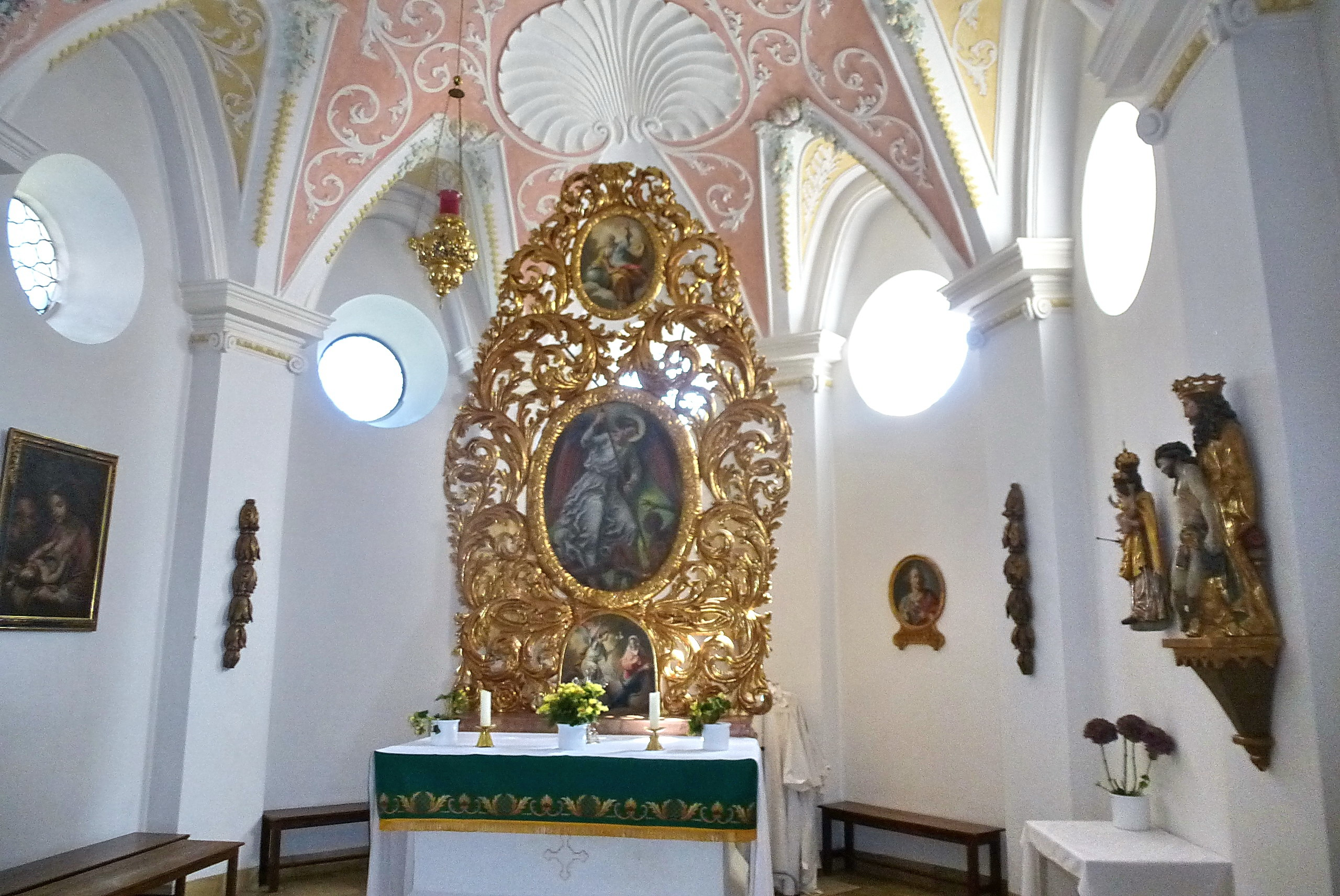
Inneres der Michaelskapelle

Der nach Osten an das Langhaus anschließende ehemalige Chor der alten Michaelskirche bildet eine eigene Kapelle, die Michaelskapelle. Sie wird unter anderem als Taufkapelle genutzt.
Die Stuckaturen an der Decke stammen aus der Zeit der Barockisierung der alten Michaelskirche um 1720. ein Deckenrelief zeigt eine Figur des Erzengels Michael. Der Altar stammt aus der Zeit um 1700. Das Altarbild, das Michael im Kampf mit dem Teufel zeigt, ist von einer Akanthusranke umrahmt.
Weitere Ausstattungsstücke der Michaelskapelle sind eine Nachbildung eines Gnadenstuhls von Tilman Riemenschneider und ein Gemälde einer Maria lactans.

## Glocken
Das Geläut der Kirche umfasst drei Bronzeglocken der Erdinger Glockengießerei:
- die große St.-Jakobus-Glocke, Schlagton d1
- die mittlere Patrona-Bavariae-Glocke, Schlagton fis1
- die kleine Michaelsglocke, Schlagton a1

## Nutzung
Das Kirchengebäude dient der katholischen Pfarrgemeinde St. Jakobus der Ältere als Pfarrkirche. Diese Pfarrgemeinde ist Bestandteil des Pfarrverbands Aschheim–Feldkirchen und liegt im Dekanat München-Trudering des Erzbistums München und Freising.